# La donna col vestito verde
La donna col vestito verde (La Femme à la robe verte), anche conosciuto come Camille in abito verde, è un dipinto di Claude Monet del 1866.

## Storia
La donna col vestito verde è uno dei primi quadri ritraenti Camille Doncieux, futura moglie di Monet. L'opera venne presentata al Salon di Parigi del 1866. Due anni dopo venne acquistata da Arsène Houssaye, allora caporedattore della rivista L'Artiste, per 800 franchi. Nel 1896 si tentò di venderlo senza successo, ma nel 1898 venne acquistato da Paul Durand-Ruel. La tela passo a Paul Cassirer nel 1902. Dal 1906 La donna col vestito verde è conservata nella Kunsthalle Bremen. Monet realizzò una replica del ritratto in formato più piccolo che si può oggi vedere presso il Museo nazionale d'arte della Romania.

## Descrizione
Opera a grandezza naturale, La donna col vestito verde ritrae la compagna di Monet mentre indossa un lungo abito di seta a strisce verticali che era allora di moda verde smeraldo e nero, una giacca nera bordata di pelliccia, guanti gialli in pelle e un cappello da donna scuro decorato con delle piume. Camille ha i capelli raccolti in una crocchia con dei nastri neri che ricadono sulla nuca. Lo sfondo del quadro è interamente occupato da una tenda rossa scurissima.
L'opera trasmette una sensazione di movimento, suggerita in primis dalle pieghe della gonna e dallo strascico del vestito tagliato sul bordo sinistro del quadro. Il volto rilassato e di profilo di lei, così come i suoi occhi che guardano verso il basso evitando ogni contatto visivo con lo spettatore, danno l'impressione che sia immersa nei suoi pensieri. Questi dettagli conferiscono staticità alla composizione. In basso a destra è presente la firma dell'artista accompagnata dalla data della realizzazione dell'opera.
Non è chiaro da dove provenga l'unica fonte di luce soffusa, che crea una specie di semicerchio luminoso sul pavimento, circonda la modella e illumina il viso, la mano destra e la gonna di lei. Si pensa che provenga da sinistra e di fronte a lei dal momento che l'ombra di Camille è proiettata a destra e il volto risulta particolarmente nitido. Osservando l'immagine si ha l'impressione che la luce sia naturale e provenga da una finestra; è invece meno probabile che la fonte luminosa sia generata da candele, lampade a gas o altre fonti artificiali.

## Accoglienza
Quando fu presentata al Salon, La donna col vestito verde venne apprezzata dalla critica e da Émile Zola, che prima di vederla non conosceva ancora l'artista. Alcuni specialisti d'arte che avevano attribuito erroneamente l'opera di Monet a Édouard Manet a causa dei loro cognomi simili, si complimentarono con quest'ultimo.